# Kinnara fulva
Kinnara fulva är en insektsart som beskrevs av Frederick Arthur Godfrey Muir 1913. Kinnara fulva ingår i släktet Kinnara och familjen Kinnaridae. Inga underarter finns listade i Catalogue of Life.